# Pédé
« Pédoque » redirige ici. Pour la reine, voir Pédauque.
Pour l’article ayant un titre homophone, voir PD.
« Pédé » est un terme insultant désignant un homosexuel masculin. Le plus souvent péjoratif, il est parfois assumé par les gays comme auto-dérision, sans connotation injurieuse. Dans un autre contexte d'utilisation, le terme peut être considéré comme une injure homophobe punie par la loi.

## Origine du mot
Étymologiquement, le mot résulte d'une apocope de « pédéraste », un terme employé à l'origine pour désigner la relation particulière entre un homme mûr et un jeune garçon dans la Grèce antique, non seulement dans le domaine sexuel mais aussi éducatif. Apparu en langue française au XVIe siècle au sens d’« amour des garçons », il connaît rapidement une série de glissements sémantiques qui l’éloigneront considérablement de sa signification première. C'est au XIXe siècle que le terme de pédéraste se diffuse plus largement en prenant la valeur erronée d'« homosexuel ». Le diminutif « pédé » apparaît quant à lui vers 1836, suivi de sa féminisation « pédale » vers 1935, pédoque en 1953 et péd en 1972. On voit apparaître dès la fin des années 1990 une nouvelle actualisation du terme relative au rapide développement du verlan : « dep ».
Il désigne aujourd'hui les personnes de sexe masculin ayant des relations homosexuelles, l'équivalent principal pour les femmes étant « gouine ». Sa consonance, due à la racine grecque commune paid « enfant », le fait souvent confondre à tort avec le terme « pédophile », désignant l'attirance sexuelle d'un adulte envers les personnes impubères, quel que soit leur sexe.

## L'insulte
L'expression est utilisée pour désigner un homosexuel. Elle peut être employée à l’égard d'hommes jugés trop efféminés ou ne répondant pas aux normes de la virilité. Ce sens est notable dans les phrases « on n'est pas des pédés » ou « c'est pas un truc de pédé ». 
Le mot pédé, parfois associé à l'adjectif sale, est une insulte des plus répandues (tout comme enculé, qui fait référence de façon appuyée à la pratique de la sodomie). Ce terme, souvent prononcé, voire banalisé, reste la plupart du temps une injure et est référencé par l'association SOS Homophobie comme faisant partie des insultes homophobes destinées à rabaisser les garçons efféminés ou les homosexuels. Quand il est utilisé comme insulte, publiquement ou non, ce terme expose, comme toute autre insulte discriminatoire, à des sanctions pénales.
Le mot est aussi utilisé dans l'expression « casser du pédé » pour désigner des violences homophobes, généralement commises en groupe. C'est, par exemple, l'expression utilisée par les agresseurs dans l'affaire François Chenu.
Parmi les autres expressions argotiques, on trouve fiotte, folle, lope, lopette, tante, tata, tantouse, tafiole, tapette ou encore tarlouze. Au Québec, l'expression principale est fif.

### Dans la loi française
Est punie d'un an d'emprisonnement et de 45 000 euros d'amende l'injure publique envers une personne ou un groupe de personnes à raison de leur orientation sexuelle.
Le caractère homophobe de l'injure n'est toutefois pas systématiquement retenu par les tribunaux. Ainsi, un jugement en première instance du tribunal des prud'hommes de Paris a considéré, en avril 2016, que ce terme, utilisé dans un SMS envoyé par erreur à un salarié, ne pouvait pas être retenu comme propos homophobe (le salarié estimait avoir fait l'objet de discrimination). Toutefois le caractère injurieux a été retenu. Cette décision a été partiellement diffusée sur Twitter, et a entraîné de nombreuses réactions, dont celle du défenseur des droits. Le plaignant a fait appel et le deuxième jugement a reconnu un licenciement discriminatoire.

## Réappropriation
Dans Réflexions sur la question gay, le sociologue Didier Eribon souligne que l'insulte pédé est assignée de force à toute personne qui s'écarte des normes de la masculinité hégémonique. Il analyse qu'en réponse à cette violence, certaines de ces personnes choisissent de s'approprier activement le terme. L'expression est alors utilisée pour se désigner en désamorçant la charge homophobe de l'insulte et en montrant que l'injure ne touche pas les personnes visées : « Je suis pédé, et alors ? ». Utilisée collectivement, elle devient un point de ralliement pour des communautés militantes, à l'image de la banderole « pédés et lesbiennes en lutte » brandie par les membres GLH de Lyon durant le défilé du 1er mai 1979, des mouvements transpédégouine des années 2000 ou des initiatives libertaires en non-mixité pédée telle que La Croisière (l'équivalent francophone des Homolandwoche allemandes).
À l'inverse, certains hommes gay refusent catégoriquement l'emploi du terme pédé, jugeant contradictoire et contre-productif le fait de revendiquer le droit au respect et à la dignité tout en s'auto-définissant par un terme communément perçu comme péjoratif voire insultant[réf. souhaitée].

### Quelques exemples de réappropriation
- Dans le film Les Roseaux sauvages d'André Téchiné, un adolescent se regarde dans un miroir en répétant : « Je suis pédé ».
- Le titre du film Pédale douce, qui reprend le jeu de mots (avec un dérivé de pédé au féminin).
- La chanson Petit Pédé de Renaud, et celle des Wampas, Mon Petit Pédé, hommage à la première.
- Le groupe de militants Les Panthères roses, qui se définit comme un « groupe de gouines, pédés et trans en colère »[23].
- L'émission Pédérama, menée par un collectif LGBT sur Radio libertaire[24],[8].
- Le sociologue et philosophe Didier Eribon décrit l'importance de ces insultes homophobes pour la construction d'un individu dans Réflexions sur la question gay (1999) et Retour à Reims (2009).
- L'expression transpédégouine.
- PD la revue, publiée à partir de 2018[25].
- Le collectif Pédés, auteur de l'ouvrage éponyme paru aux éditions Points en 2023[26].
- Le Podcast de Pédé : réinventer le monde, paru dans l'émission LSD sur France Culture en 2024[27].